# Haringpakker
Haringpakker is een beroep in de visindustrie. Bekende Nederlandse haringpakkers waren Cornelis Jacobsz. Witsen (-1595) en Willem Drop (1880-1939).
Nadat Willem Beukelszoon het haring kaken had geperfectioneerd, werd gevangen haring voortaan op zee schoongemaakt, gezouten en in tonnen gedaan. Als de aldus verpakte vangst aan land werd gebracht, werden de tonnen geopend door de haringpakkers. Zij controleerden de haring en verwijderden slechte exemplaren. Als de haring slecht gekaakt was werd deze opnieuw schoongemaakt. Hierna werden de haringen opnieuw verpakt.

Het selecteren van de haring was belangrijk en mocht alleen in de steden gedaan worden. De haringpakkers stonden onder streng toezicht van door de plaatselijke overheid aangestelde keurmeesters. Als bewijs dat ze bevoegd waren hun beroep uit te oefenen droegen haringpakkers een loden penning. In Amsterdam vormden zij evenwel geen eigen gilde, maar maakten ze deel uit van het kuipersgilde.
De haringpakkerij was in Amsterdam vanouds gevestigd aan het IJ, tussen de Martelaarsgracht en de Heilig Kruistoren op de hoek van het Singel. Na de Alteratie werd deze toren omgedoopt in Haringpakkerstoren. In de toren werd door de haringpakkers en keurmeesters vergaderd.
Tegenwoordig vormen haringpakkers nog steeds een afzonderlijke beroepsgroep binnen de visindustrie, met een eigen CAO.